# Launay-sur-Calonne
Launay-sur-Calonne era una comuna francesa que estaba situada en el departamento de Calvados, de la región de Normandía, que en 1860 pasó a formar parte de las comunas de Pont-l'Évêque y Saint-Julien-sur-Calonne.

## Demografía
| Gráfica de evolución demográfica de Launay-sur-Calonne entre 1800 y 1856 |
|                                                                          |

Los datos demográficos contemplados en este gráfico se han cogido de la página francesa EHESS/Cassini.